# Iñaki Lejarreta
Iñaki Lejarreta Errasti (ur. 1 września 1983 w Bérriz, zm. 16 grudnia 2012 w Durango) – hiszpański kolarz górski i szosowy, czterokrotny medalista mistrzostw świata i trzykrotny medalista mistrzostw Europy MTB.

## Kariera
Pierwszy sukces w karierze Iñaki Lejarreta osiągnął w 2000 roku, kiedy reprezentacja Hiszpanii w składzie: Roberto Lezaun, Margarita Fullana, Iñaki Lejarreta i José Antonio Hermida zdobyła złoty medal w sztafecie cross-country podczas mistrzostw świata w Sierra Nevada. Na rozgrywanych rok później mistrzostwach świata w Vail razem z Janet Puiggros, Carlosem Colomą i José Antonio Hermidą zdobył brązowy medal w tej samej konkurencji. Na obu tych imprezach zdobywał także medale indywidualne w kategorii juniorów: srebrny w 2000 roku i złoty rok później. Na mistrzostwach Europy w kolarstwie górskim w Zurychu w 2002 roku był trzeci w kategorii U-23, a dwa lata później, podczas mistrzostw Europy w Wałbrzychu zajął drugie miejsce w tej kategorii i trzecie w sztafecie. W 2008 roku wystąpił na igrzyskach olimpijskich w Pekinie, gdzie rywalizację w cross-country zakończył na ósmej pozycji. Startował także na szosie, zdobywając między innymi brązowy medal mistrzostw kraju w indywidualnej jeździe na czas juniorów.
Zginął 16 grudnia 2012 podczas treningu w wyniku potrącenia przez samochód. Pochowany został następnego dnia w Berriz.